# Prosopocera gracillima
Prosopocera gracillima är en skalbaggsart. Prosopocera gracillima ingår i släktet Prosopocera och familjen långhorningar.

## Underarter
Arten delas in i följande underarter:
- P. g. gracillima
- P. g. mourgliai